# Deutsche Sprachprüfung für den Hochschulzugang
Le Deutsche Sprachprüfung für den Hochschulzugang (DSH) est un test de langue allemande permettant l'accès aux études supérieures allemandes dispensées en langue allemande. Les étudiants non-germanophones qui n'ont pas obtenu le Test Deutsch als Fremdsprache (de) (ou TestDaF) dans leur pays peuvent préparer et passer le DSH en Allemagne.